# Aureliano de Arlés
San Aureliano de Arlés (Galia, 523 - Lyon, 16 de junio de 551) fue un arzobispo de Arlés desde el 23 de agosto de 546 hasta su muerte en Lyon el 16 de junio de 551. Está enterrado en la Iglesia de San Niceto (St. Nizier en francés) en Lyon. Se celebra su festividad el 16 de junio.

## Biografía

### Orígenes
Era originario de una familia aristocrática, senatorial de Borgoña, en el sur de Galia,  cercana al poder, que jugaba un papel importante cerca de los reyes francos. San Aureliano era hijo de San Sacerdos, quien llegara a ser en 541 arzobispo de Lyon, como recompensa por el apoyo político otorgado al rey Childeberto (511-558). Primo hermano de San Niceto, sucesor de San Sacerdos en dicha sede arzobispal.

### Arzobispo de Arlés
San Aureliano sucede a Auxanio en la sede de Arlés el 23 de agosto de 546. Su designación a la edad de 23 años para tan importante sede episcopal de Francia es debida tanto a sus cualidades espirituales y religiosas, y por su buena relación con el rey y su esposa Ultrogotha y como a la pretensión del rey merovingio Childeberto I de tener un punto de apoyo fiable en la zona mediterránea. Esto le ayudó en beneficio de la Iglesia del pueblo de Arlés.
No es sorprendente tampoco que el nuevo arzobispo recibiera, muy poco tiempo después de su consagración, el palio y el vicariato, manifiestamente de acuerdo a la voluntad de Childeberto I. En efecto, en 548, el papa Vigilio le nombra vicario de la Santa Sede y le otorga el palio.
En el año 547 o 548, San Aureliano funda en Arlés un monasterio masculino, por orden del rey Childeberto I, al que va a tener en gran estima. Este monasterio llamado Monasterio de los Santos Apóstoles, hoy desaparecido, es el origen de la actual Iglesia de la Santa Cruz, (Sainte-Croix en francés), del barrio de La Roquette de la ciudad de Arlés. Su primer abad fue Florentinus († 553). San Aureliano enriqueció la iglesia de este monasterio de reliquias fort précieuses y le dio una regla pleine de l’esprit de sagesse et de mortification, llena de honestidad y mortificación, de inspiración benedictina.
Fundó igualmente en 547 o 548 en el interior de las murallas de la ciudad, en un lugar hoy desconocido, un monasterio femenino bajo la advocación de la Santa Virgen, también apoyado por el rey y su mujer, dotado de la misma regla monástica que el masculino.
Al poco tiempo después, Aureliano  compuso reglas para los dos monasterios, que se modelaron ampliamente según las reglas para los monjes y las monjas escritas por Cesáreo de Arlés, que a su vez, al organizar sus monasterios, había redactado las suyas sobre las costumbres de Lerins. Además de las dos reglas, Aureliano es recordado también por una breve carta al rey Teodeberto, conservada entre las Epistolae Austrasicae. Esta carta comienza con las excusas de Aureliano por el retraso en alegrarse con el rey Teodeberto por su subida al trono y continúa con el elenco de las virtudes del rey. La carta fue atribuida a Aureliano de Arlés por Gundlach y fechada en los años 546-548, es decir, en el breve período en que el reino de Teodeberto coincide con el episcopado de Aureliano. Pero la atribución ha sido rechazada por Roger Collins, que sostiene que la carta había sido escrita por otro obispo que también se llamaba Aureliano. Este último era un pariente de Ennodio de Pavía, y aunque su sede no haya sido identificada, se debía encontrar en la Provenza. Sin embargo, no hay una sola certeza para sostener la tesis de Collins y no se debe excluir la posibilidad de que un obispo instruido en la Galia merovingia pudiese escribir en diversos estilos y usar diferentes niveles de latín para composiciones de diverso género.
Asistió al Concilio de Orleans, convocado por el rey Childeberto I y su esposa, el 28 de octubre de 549. Se sabe a través de Gregorio de Tours que, ese mismo año, Arlés fue golpeada por la Peste de Justiniano. Las actas de dicho concilio están firmadas en primer lugar por san Sacerdos, arzobispo de Lyon y padre de San Aureliano, y por este último inmediatamente después.
Poco tiempo después, en 550, en el marco de la Controversia  de los Tres capítulos, San Aureliano envió a Anastasio, un clérigo de su iglesia a Constantinopla para entrevistarse con el papa Vigilio para asegurarse de la veracidad de las opiniones emitidas por el papa. El 29 de abril de 550, el papa Vigilio le remitió una carta a través de su enviado.
En 1308 se descubrió una inscripción sobre su tumba en la iglesia de San Niceto de Lyon en la que se indica que San Aureliano murió en esa ciudad el viernes 16 de junio de 551.